# Aspidosperma inundatum
Aspidosperma inundatum é uma espécie de plantas com flores. Foi descrito pela primeira vez por Adolpho Ducke. Aspidosperma inundatum pertence ao gênero Aspidosperma e à família Apocynaceae.
Este tipo de planta é encontrado em:
- norte do Brasil
  - Pará
  - Amazonas

Não há tipos listados como este.